# William J. Birnes
William J. "Bill" Birnes (sinh ngày 7 tháng 11 năm 1944) là một tác giả, kiểm toán doanh thu người Mỹ của Solebury Township, Pennsylvania, Chủ tịch Hội đồng quản trị tại Trung tâm Tư vấn Cộng đồng Sunrise, và nhà nghiên cứu UFO.

## Giáo dục
Birnes kiếm được một văn bằng từ Đại học New York. Năm 1974, Birnes có bằng tiến sĩ chuyên ngành văn học thời trung cổ từ Đại học New York với luận án về Piers Plowman. Rồi sau ông học tiếp để lấy bằng Tiến sĩ Luật từ Trường Luật Concord, một trường luật trực tuyến tư nhân.

## Sự nghiệp
Birnes từng là Nghiên cứu sinh sau Tiến sĩ tại Đại học Pennsylvania và giảng dạy văn học và ngôn ngữ học tại Đại học Tiểu bang Trenton.

### Nghiên cứu UFO
Birnes tin rằng Trái Đất từng được viếng thăm bởi nhiều chủng tộc ngoài hành tinh khác nhau, và những bức ảnh được NASA chụp đều bị chỉnh sửa lại để loại bỏ bất kỳ bằng chứng nào về hoạt động của người ngoài hành tinh. Birnes suy đoán rằng NASA có thể đã thực hiện các sứ mệnh lên Mặt Trăng sau Apollo 17, nhưng những sứ mệnh này đều được giữ bí mật với công chúng do sự can thiệp của người ngoài hành tinh và các di vật ngoài trái đất mới được tìm thấy. Birnes tuyên bố rằng NASA đã thực hiện ba chuyến đi tới Mặt Trăng; Apollo 18, Apollo 19, và Apollo 20. Ngoài ra, ông tuyên bố rằng sự cố Apollo 13 thực sự là một cuộc tấn công của người ngoài hành tinh nhằm khiến con người sợ hãi khi hạ cánh trên Mặt trăng.
Sự tín nhiệm của Birnes đã bị đặt câu hỏi khi một vụ chứng kiến UFO xảy ra tại quận Morris, New Jersey, vào ngày 5 tháng 1 năm 2009, nổi bật trên chương trình UFO Hunters như một bản xem trước của mùa thứ ba sau đó được công nhận là một trò lừa bịp được thiết kế thành một cuộc thử nghiệm xã hội. Thủ phạm của sự kiện, trong đó họ phóng đèn lồng Trung Quốc gần sân bay địa phương, tuyên bố rằng họ đã chơi khăm UFO Hunters mặc dù không có tuyên bố nào được đưa ra trong chương trình liên quan đến nguồn gốc của những gì các nhân chứng địa phương tuyên bố là nhìn thấy UFO.

### Truyền thông
Là một nhà văn nổi tiếng với thể loại phi hư cấu, ông là đồng tác giả quyển The Riverman với vị thám tử/học giả Robert D. Keppel (1995), một tài liệu viết về sự dính líu của kẻ giết người hàng loạt Ted Bundy đến vụ bắt giữ Sát nhân Sông Xanh Gary Ridgway. Cuốn sách đã được chuyển thể thành phim truyền hình (2004) chiếu trên kênh A&E. Với tư cách là một nhà UFO học, Birnes hợp tác với Philip J. Corso viết quyển The Day After Roswell (1998), xuất hiện trên loạt phim tài liệu truyền hình của kênh History Channel: UFO Files (2004–2007), Ancient Aliens (2009–2013), NASA's Unexplained Files và I Know What I Saw. Ông đóng vai chính trong UFO Hunters (2008–2009) là lãnh đạo của một nhóm điều tra gồm các nhà nghiên cứu UFO, và sau đó đã viết một cuốn sách cùng tên ghi lại những trải nghiệm của ông trong chương trình. Birnes đã nhiều lần xuất hiện với tư cách là khách mời trong chương trình trò chuyện trên đài phát thanh đêm khuya Coast to Coast AM để thảo luận về UFO. Các tác phẩm phi hư cấu gần đây nhất của Birnes là Dr. Feelgood viết chung với Richard Lertzman, Wounded Minds and Hearts of Darkness viết chung với Tiến sĩ John Liebert, The Life and Times of Mickey Rooney viết chung với Richard Lertzman, Beyond Columbo, The Life and Times of Peter Falk viết chung với Richard Lertzman, Edison v. Tesla, The Battle Over Their Last Invention viết chung với Joel Martin, Psychiatric Criminology viết chung với Tiến sĩ John Liebert, và UFO Hunters Book 2. Birnes sẽ xuất hiện trở lại trong mùa thứ ba của NASA's Unexplained Files và vào đầu năm 2016 trong Dr. Feelgood chiếu trên kênh Reelz TV.

## Tác phẩm
- The Day After Roswell (1998) viết chung với Philip J. Corso ISBN 0-671-00461-1
- Star Trek Cookbook (1999) viết chung với Ethan Phillips
- Unsolved UFO Mysteries (2000) viết chung với Harold Burt
- The UFO Magazine UFO Encyclopedia (2004)
- Space Wars: The First Six Hours of World War III (2007) viết chung với William B. Scott, Michael J. Coumatos ISBN 0-7653-1087-2
- Worker in the Light: Unlock Your Five Senses And Liberate Your Limitless Potential (2008) viết chung với George Noory
- Serial Violence: Analysis of Modus Operandi and Signature Characteristics of Killers (2008) viết chung với Robert D. Keppel
- The Haunting of America: From the Salem Witch Trials to Harry Houdini (2009) viết chung với Joel Martin & George Noory
- Journey to the Light: Find Your Spiritual Self and Enter Into a World of Infinite Opportunity (2009) viết chung với George Noory
- Counterspace: The Next Hours of World War III (2009) viết chung với William B. Scott & Michael J. Coumatos
- UFO Hunters (2009)
- George Noory's Late-Night Snacks: Winning Recipes for Late-Night Radio Listening (2013) viết chung với George Noory
- The Haunting of Twenty-First-Century America (2013) viết chung với Joel Martin